# Unicorn University
Unicorn Vysoká škola s.r.o. (angl. Unicorn University), dříve Unicorn College, je profesně orientovaná soukromá vysoká škola neuniverzitního typu sídlící v Praze. Byla založena v roce 2007 společností Unicorn a. s. V roce 2009 byla škola převedena do vlastnictví Unicorn Learning Centre a. s., v níž je Unicorn a. s. stoprocentním vlastníkem.

## Studium

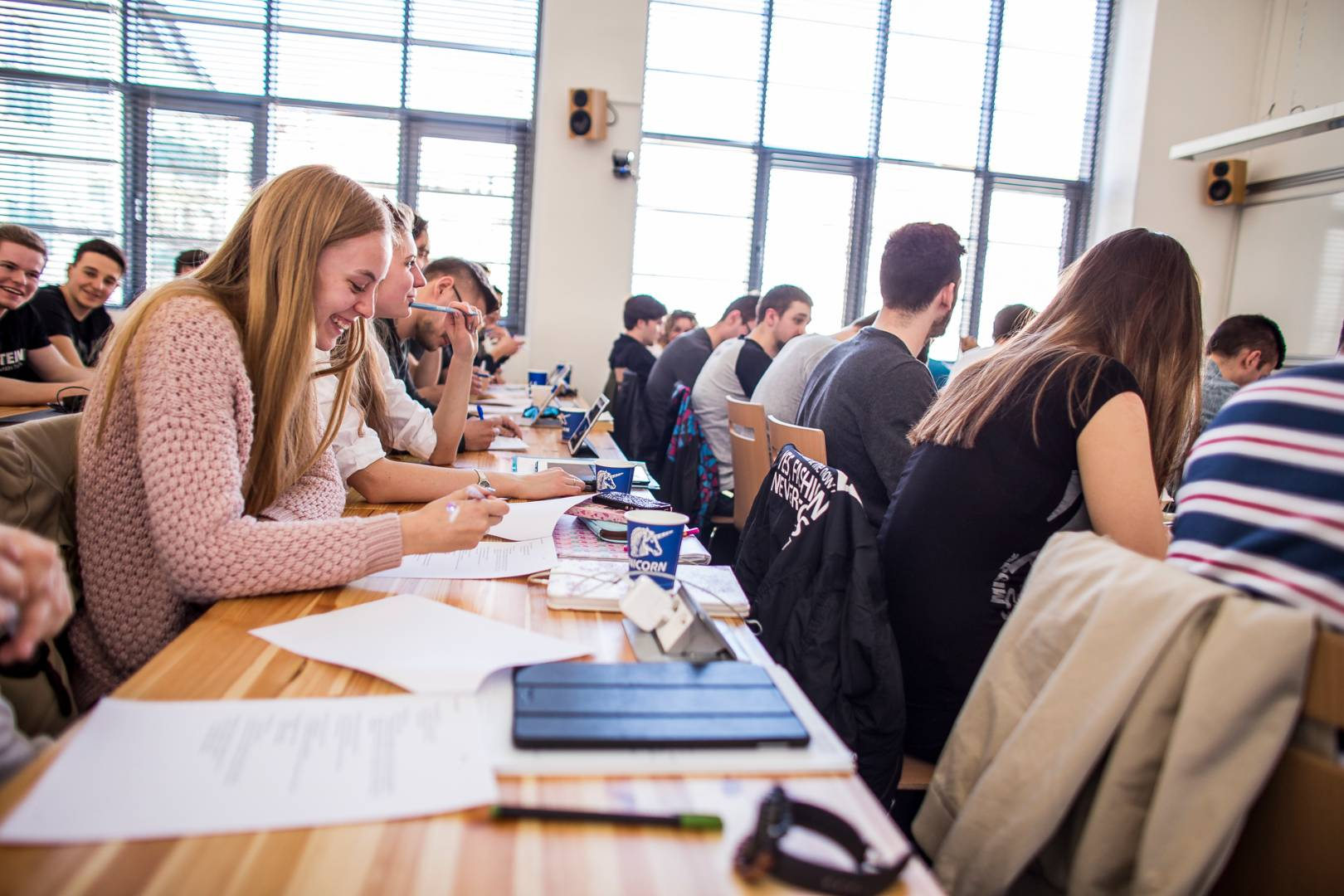
Studium na Unicorn Vysoké škole

Vysoká škola nabízí studijní programy akreditované MŠMT ČR v bakalářském a magisterském stupni, a to v prezenční i kombinované formě. Všechny bakalářské studijní programy jsou dostupné i v anglickém jazyce.
Také nabízí takzvaný double-degree program, který je realizovaný ve spolupráci s University of Applied Sciences Würzburg-Schweinfurt (FHWS). Studenti v rámci tohoto programu stráví 2 semestry (2. ročník studia) na univerzitě v Bavorsku. Po úspěšném absolvování studijního programu získávají jak titul Bc. v programu Business Management (Unicorn Vysoká škola), tak i titul BA. v programu International Management (FHWS).
Unicorn University byla první vysoká škola v ČR, která nabídla plně online formu studia. 

### Bakalářské studijní programy[7][8]
- Softwarový vývoj, Business Management, Business Management (double degree)

### Navazující magisterské studijní programy[7][8]
- Softwarové inženýrství a Big data, Aplikovaná ekonomie a analýza dat

Výuka probíhá v učebnách na KCD4, Praha 9, Vysočany.

## Zaměření studia

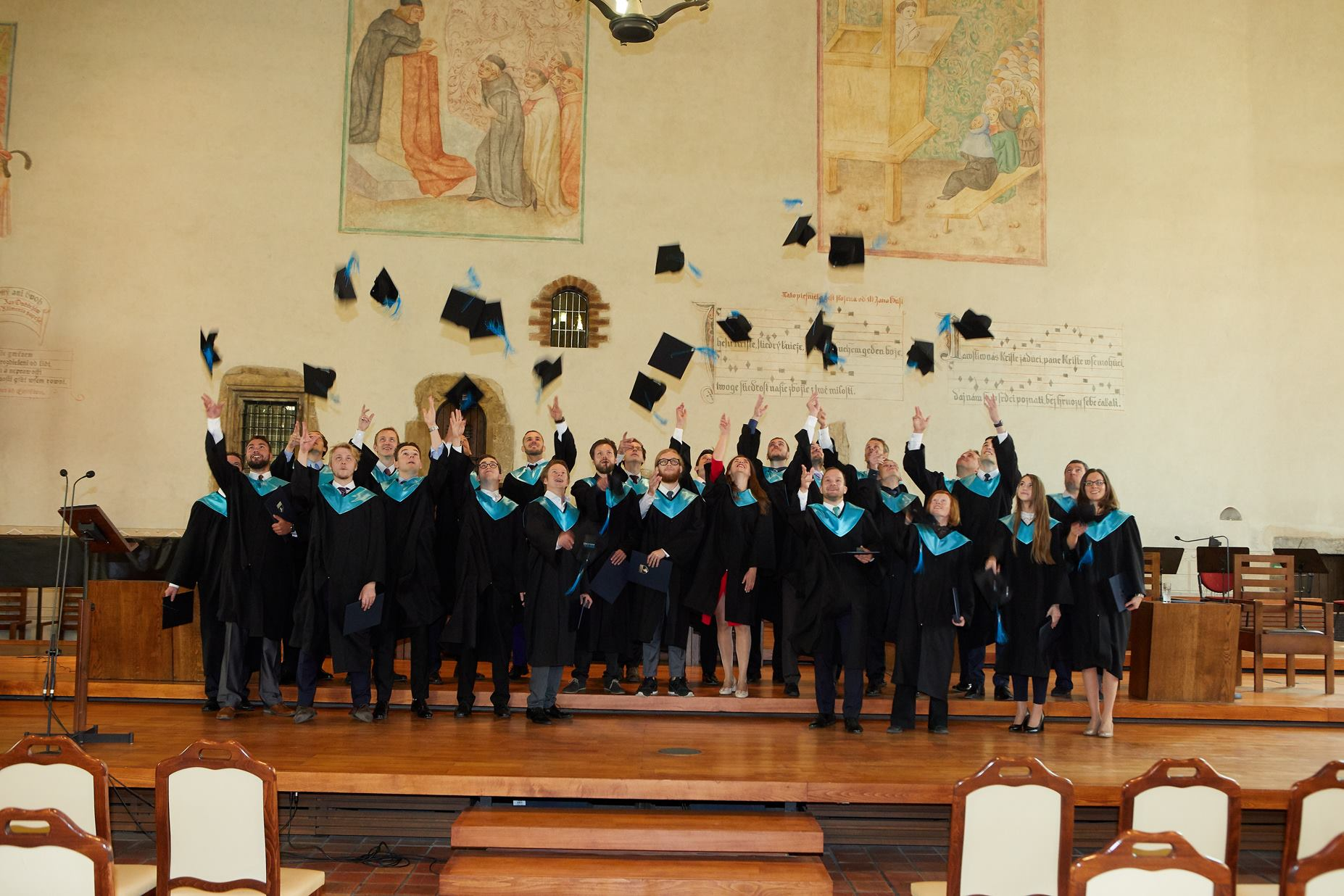
Promoce absolventů.

Studium na Vysoké škole Unicorn se soustřeďují na obory informačních technologií, ekonomie, business managementu a datové analýzy. Vysoká škola měla v roce 2023 zapsaných 1028 studentů.
Někteří absolventi po absolutoriu nalézají pracovní uplatnění přímo v české IT společnosti Unicorn. Struktura absolventů dle studijních programů zaměřených na informační technologie a ekonomické obory byla ke konci roku 2019 vyrovnaná. Dle MPSV ČR nebyl roce 2019 žádný z absolventů vysoké školy evidován jako nezaměstnaný.

## Věda a výzkum
Unicorn Vysoká škola se dlouhodobě funguje na poli aplikovaného výzkumu, v rámci něhož spolupracuje s řadou firem. Významným projektem je řešení výzkumné infrastruktury pro experimenty v CERN, který za Českou republiku probíhá ve spolupráci s ČVUT, Univerzitou Karlovou a Akademií věd ČR. Tento výzkumný program patří do kategorie dlouhodobých projektů vědecko-výzkumné spolupráce s horizontem ukončení v roce 2025. Unicorn Vysoká škola zde vystupuje jako jediný smluvní vývojář a dodavatel Produktové databáze vnitřního detektoru (ITk Production Database) experimentu ATLAS. Do realizace tohoto projektu se aktivně zapojují nejen akademičtí pracovníci, ale i studenti, kteří mají možnost v rámci tohoto projektu zpracovávat své kvalifikační práce.
Vědecké články akademických pracovníků Unicorn Vysoká školy byly publikovány například v International Small Business Journal-Researching Entrepreneurship, Marketing Science či Journal of Atmospheric and Solar-Terrestrial Physics. Výstupy v podobě monografií byly publikovány kupříkladu vydavatelstvím Springer Nature.[zdroj?]
V roce 2017 bylo při Unicorn Vysoká škola založeno Unicorn Research Centre, v rámci něhož probíhají vybrané výzkumné aktivity.
Škola disponuje knihovnou spravující tituly pro Unicorn, a. s. a vzdálenými přístupy do vědeckých databází.

## Unicorn University Open

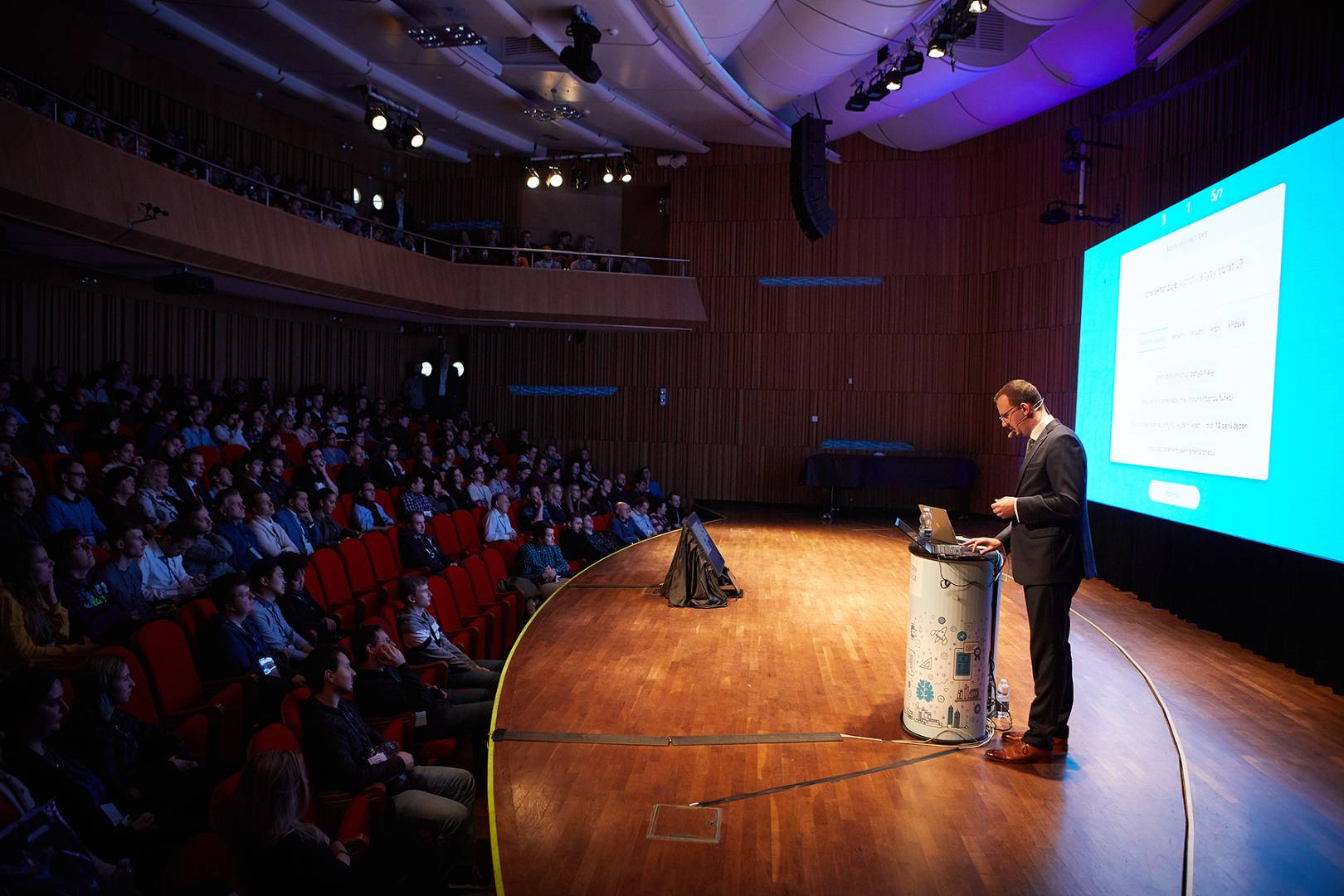
Unicorn University Open 2019 – podzim.

Unicorn University Open je pravidelná jednodenní konference vysoké školy Unicorn University, zaměřená na aktuální témata z oblastí IT, datové analýzy a businessu. Na konference jsou zváni studenti i zájemci z široké veřejnosti.
Tato konference se koná pravidelně dvakrát ročně (na jaře a na podzim) již od roku 2013. Pravidelným partnerem konference je společnost Unicorn, která má zpravidla zastoupení i v řečnících.
V minulosti se Unicorn University Open konal například na tato témata:
- Investing in Digital Age,
- Drahé energie – Hrozba i příležitost,[17]
- Artificial Intelligence – Ultimate Game Changer,[18][19][20]
- Electromobility – The Future Is Now,[21][22][23]
- NextGen Enterprises: Budoucnost podnikových systémů.

## Spolupráce

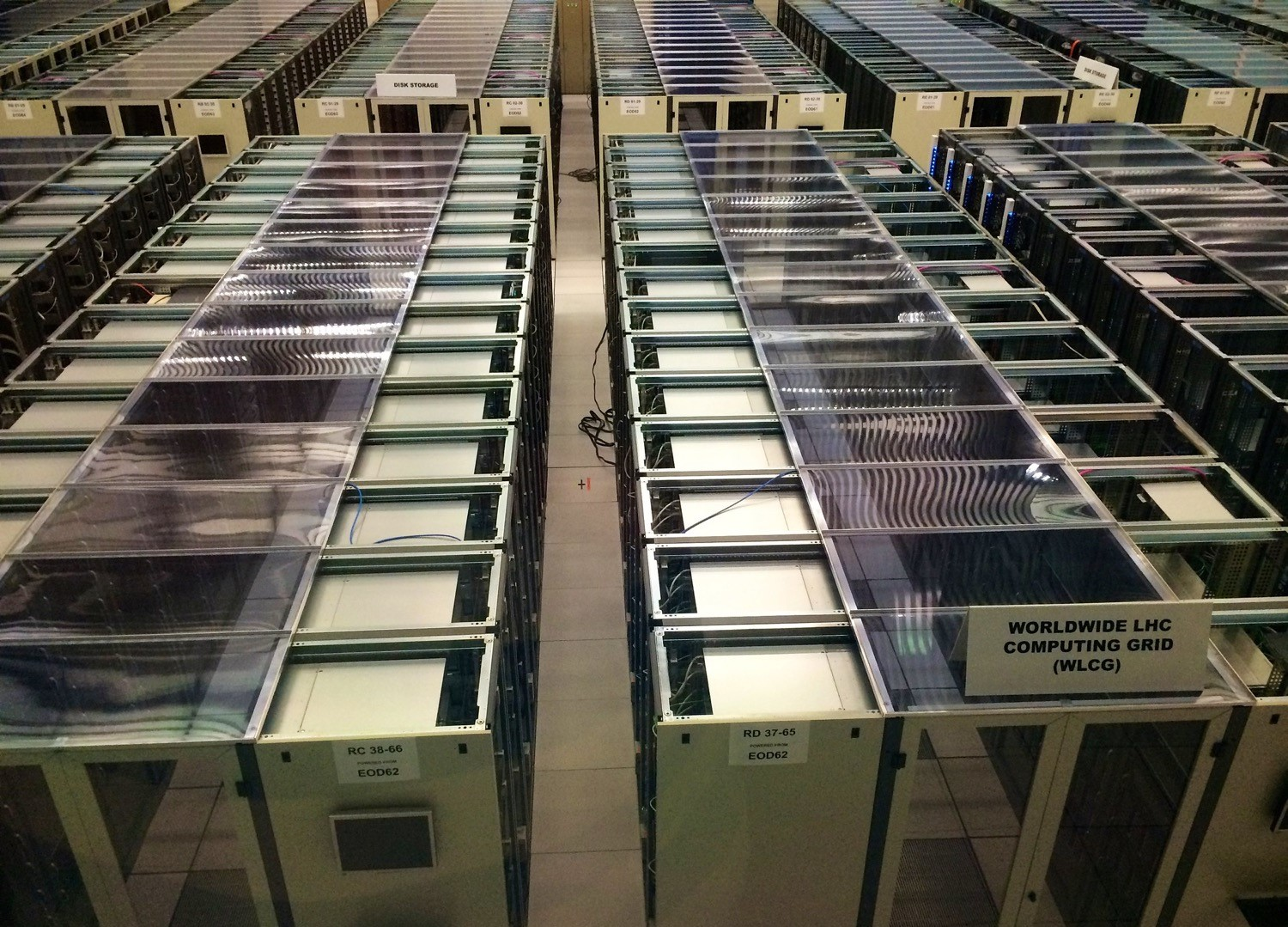
Unicorn Vysoká škola spolupracuje s CERNem.

Unicorn Vysoká škola spolupracuje s řadou vysokých škol v zahraničí. Smluvní spolupráce je navázána s univerzitami ze 13 zemí, zahrnující například Manchester Metropolitan University (Velká Británie), The Hague University of Applied Sciences (Nizozemsko), ESCE International Business School (Francie) či Aarhus Business School (Dánsko), na kterých mohou studenti Unicorn Vysoké školy strávit část svých studií.
V rámci vědecko-výzkumných aktivit v rámci projektu Produktové databáze vnitřního detektoru (ITk Production Database) experimentu ATLAS pro CERN pak probíhá spolupráce například s Oxfordskou univerzitou, Univerzitou v Cambridgi, Rutherford Appleton Laboratory, Lawrence Berkeley National Laboratory, University of Glasgow, University of Geneva.
Spolupráci má škola navázanou se společnostmi v oborech bankovnictví (Raiffeisenbank, Komerční banka), pojišťovnictví (Allianz), poradenství (KPMG) a informačních technologií (IBM, Microsoft).